# Институт астрономии Общества Макса Планка
Институт астрономии общества Макса Планка (нем. Max-Planck-Institut für Astronomie, MPIA) —- научно-исследовательский институт под эгидой Общества Макса Планка (MPG). Располагается на горе Кёнигштуль, Гейдельберг в непосредственной близости от обсерватории Хайдельберг-Кёнигштуль. Институт в основном занимается фундаментальными научными исследованиями в области астрономии.
Помимо собственно астрономических наблюдений и исследований, MPIA также активно занимается совершенствованием наблюдательных приборов. В его собственных мастерских изготовляются как целые установки, так и их части.

## История
Для того, чтобы вести астрономические исследования на международном уровне, в 1967 году был учрежден единый общенациональный Институт астрономии. Директором-основателем в 1968 году стал астрономом Ганс Эльзессер. Создание Института завершено в 1975 году.
В 1973 - 1984 годах в сотрудничестве с испанскими властями Институт вел строительство обсерватории Калар Альто в Альмерии. Эта крупнейшая в Европе обсерватория совместно используется астрономами обеих стран.
С 2005 года MPIA совместно с партнерами из Германии, Италии и США ведет работу на Большом Бинокулярном телескопе (LBT) и, в то же время, производит его оснащение измерительной аппаратурой. LBT находится на высоте 3190 метров у Тусона, штат Аризона и, со своими основными зеркалами диаметром 8,4 м, является одним из крупнейших телескопов в мире.

## Исследования
Первоочередными для MPIA являются два научных вопроса. Во-первых, как происходит формирование и эволюция звезд и планет в ближайших к нам окрестностях космоса. Он перекликается с вопросом: уникально ли Солнце с его обитаемой планетой Земля, или в непосредственной близости от нас преобладают и другие системы, по крайней мере, среди солнцеподобных, с пригодными для жизни условиями? Во-вторых, это область исследования галактик и космологии, изучение развития современной, хорошо структурированной вселенной с её галактиками и звездами, и её возникновения из примитивного первоначального состояния после Большого взрыва.
Приоритетные темы исследований:
• галактическая астрономия: звездообразование и молодые объекты, межзвездное вещество, галактическая структура, исследования в инфракрасном диапазоне.
• внегалактическая астрономия: квазары и активные галактики, эволюция галактик, скоплений галактик.
Вместе с Астрономическим Центром Гейдельбергского университета и Департаментом астрофизики и физики элементарных частиц Института ядерной физики Общества Макса Планка в Гейдельберге, MPIA образует признанный мировой центр астрономических исследований.

## Приборостроение
MPIA конструировало и продолжает конструировать астрономические инструменты и их части для наземных обсерваторий и научных спутников:
- Обсерватория Калар-Альто (Испания) MPIA и испанского Астрофизического Института Андалусии (IAA);
- Обсерватория Ла-Силья Европейской южной обсерватории;
- Паранальская обсерватория Европейской южной обсерватории;
- Большой бинокулярный телескоп на горе Грэхем;
- Космический телескоп Гершель ЕКА;
- Космический телескоп ISO ЕКА;
- Космический телескоп имени Джеймса Уэбба НАСА и ЕКА.

Кроме того, MPIA участвовал в подготовке экспедиции Gaia. Gaia является плановой космической экспедицией ЕКА по определению точных позиций, расстояний и скоростей для примерно миллиарда звезд Млечного Пути.

## Кадры
MPIA тесно связана с Гейдельбергским университетом, многие из сотрудников Института являются профессорами университета. Студенты факультета физики и астрономии проходят практику и выполняют дипломную работу для получения степени бакалавра, магистра и доктора в MPIA. Результаты исследований регулярно публикуются в международных профессиональных журналах. MPIA имеет около 290 штатных сотрудника, 3/4 из которых - научно-технический персонал, а также привлекает множество молодых и приглашенных ученых из Германии и из-за рубежа.

## Исследовательская школа
MPIA совместно с институтом ядерной физики Общества Макса Планка, Астрономическим центром Гейдельбергского университета, Гейдельбергской обсерваторией и Гейдельбергским институтом теоретических исследований патронирует «Международную исследовательскую школу астрономии и космической физики Общества Макса Планка» (англ. International Max Planck Research School for for Astronomy and Cosmic Physics, IMPRS-HD).